# هکتور میلیان
هکتور میلیان (اسپانیایی: Héctor Milián‎؛ زادهٔ ۱۴ مهٔ ۱۹۶۸) کشتی‌گیر بازنشستهٔ اهل کوبا در دسته‌های سنگین‌وزن و فوق سنگین‌وزن کشتی فرنگی است. او برندهٔ مدال طلای بازی‌های المپیک تابستانی ۱۹۹۲ و نیز صاحب یک مدال طلا (۱۹۹۱) و سه نقره (۱۹۹۴، ۱۹۹۵، ۱۹۹۹) و یک برنز (۱۹۹۷) از مسابقات قهرمانی کشتی جهان است. میلیان مدال طلای چهار دورهٔ پیاپی بازی‌های پان امریکن (۱۹۸۷، ۱۹۹۱، ۱۹۹۵، ۱۹۹۹) و نیز طلای نه دورهٔ قهرمانی کشتی پان امریکن (۱۹۸۶–۱۹۹۳، ۱۹۹۷–۲۰۰۱) را کسب کرده است.